# ولسوالی شتل
شتل یکی از ولسوالی‌های ولایت پنجشیر در شمال خاوری افغانستان است. مرکز این ولسوالی ده کلان می‌باشد .

## وجه تسمیه
نام شُتُل نظر به اینکه کدام اسناد موثق و مشخص در دسترس نیست، ثابت نشده‌است که کدام معنی یا از چه مشتق شده‌است. اما در وجه نام شتل داستان‌های سینه به سینه انتقال شده‌است اینکه: در زمانه‌های بسیار قدیم شخصی دلاوری در این دره زنده گی می‌کرد. چون کاروان راه ابریشم از دره شتل عبور می‌کرد، مردم آن مرد دلاور و مهمان نواز را شاه تال خطاب می‌کردند. که روی هم رفته به مرور زمان شاه تال به شتل تغییر کرد

## جغرافیا
شتل یک منطقه دره‌ای کوهستانی است که از پای منار گلبار شروع و به به شروع تاواخ تمام می‌شود و به منطقه بنو و ده سلاح اندراب ولایت بغلان، دره سالنک ولایت پروان مرز مشترک دارد.

## تقسیمات
دره شتل شامل بیش از ۳۰ قریه است که مشهورترین آنها عبارت اند از: ده کلان، بوستان، جانان جوی، چیلانک، سغه وار، اندرآوسات، ماره، روی دره و استفالو می‌باشد. مرکز شتل قریه ده کلان است که در آن مساجد جامع، لیسه عالی دختران و پسران و بیمارستان موجود است. همچنان مدرسه دینی شتل در قریه بوستان این ولسوالی موقعیت دارد که جدیداً تأسیس شده‌است. مردم قریه بوستان و ده کلان به کمپیوتر و اینترنت نیز دست رسی دارند. در ولسوالی شتل انجمن‌های اجتماعی و فرهنگی وجود دارد که مشهورترین آنها بنام شورای اجتماعی جوانان شتل است. و همچنان کتابخانه یی نیز در شتل وجود دارد تا دانش آموزان و مردم بتوانند از آن استفاده نمایند.

## مردم
مردم این والسوالی تمام مردمان تاجیک هستند و در تابستان به منطقه‌های آرزومرغی (ARZO WA MARGI) رفته به پرورش مواشی خویش ادامه داده و در زمستان دو باره به مناطق برگردیده و با خود لبنیات می‌آورند. آرزومرغی از دورترین مناطق شتل به حساب می‌آید که همیشه پوشیده از برف می‌باشد و دارای آب و هوای خیلی سرد است و به گفته بعضی از بزرگان رودخانه خروشان شتل نیز از همین منطقه سرچشمه می‌گیرد و حتی گفته‌اند که در این منطقه یکدنوع گل در زیر برف‌ها می‌روید.

## آب و هوا
آب و هوای این دره در تابستان معتدل و از طرف شب سرد و در زمستان همیشه پر از برف است. آب این دره بی نظیر بوده و همیشه سرد می‌باشد.

## شاعران
محترم محمداحسان (رسولی) یکی ازجمله شاعران محبوب شتل به‌شمار می‌رود که یکی از اثرهای مفید ایشان کتاب راز دل می‌باشد.
وهمجنان دیگر اثرهای ایشان زیرکار هست.
سید کریم (فروتن) یکی دیگر از شاعران محبوب ولسوالی شتل می‌باشد که در سرودن اشعار حماسی میهنی شعر می‌سراید
نورالحق یکی دیگری از شاعران این ولسوالی می‌باشد که همزمان می‌تواند شعر خود را حفظ داشته باشد.
ثارنوال صاحب شاد محمد دقیق از جمله قلم به دستان این دیار می‌باشد که اولین اثر به چاپ رسیده بنام (شتل در خط مقدم نبرد) می‌باشد از جمله فرهنگیان این والسوالی می‌باشد